# Rivière Théodat
La rivière Théodat est un affluent du Lac Evans à Eeyou Istchee Baie-James, dans la région administrative du Nord-du-Québec, dans la province canadienne de Québec, au Canada.
Le bassin versant de la rivière Théodat est desservi par la route du Nord venant de Matagami passant à 64 km au sud-ouest de l’embouchure de la rivière. La surface de la rivière est habituellement gelée du début novembre à la mi-mai, toutefois la circulation sécuritaire sur la glace se fait généralement de la mi-novembre à la mi-avril.

## Géographie
Les principaux bassins versants voisins de la rivière Théodat sont :
- côté nord : rivière des Pôles, rivière à la Marte, rivière Nemiscau, lac Le Gardeur ;
- côté est : rivière Broadback, rivière Assinica ;
- côté sud : rivière Salamandre, rivière Broadback, rivière Nipukatasi ;
- côté ouest : lac Evans, rivière Broadback, rivière Chabinoche.

La rivière Théodat prend sa source à l’embouchure d’un lac non identifié (longueur : 0,6 km ; altitude : 317 m). Cette source est située à :
- 64,4 km au nord-est de l’embouchure de la rivière Théodat ;
- 84,6 km au nord-est de l’embouchure du lac Evans ;
- 132,6 km au nord-est du lac Soscumica ;
- 228 km à l’est de l’embouchure de la rivière Broadback ;
- 182 km au nord-est du centre-ville de Matagami.

À partir de sa source, la « rivière Théodat » coule sur 117,4 km selon les segments suivants :
Partie supérieure de la rivière Théodat (segment de 50,1 km traversant la réserve faunique Assinica)
- 7,4 km vers le sud-ouest, jusqu’à la rive est du lac Hobier ;
- 7,9 km vers l’ouest en traversant le lac Hobier (longueur : 8,9 km ; altitude : 312 m) jusqu’à son embouchure ;
- 2,6 km vers le nord-est, jusqu’à un ruisseau (venant de l’est) ;
- 10,1 km vers l’ouest, jusqu’à la décharge (venant du sud) d’un lac non identifié ;
- 5,5 km vers l’ouest en quittant par l'ouest la réserve faunique Assinica, jusqu’à la décharge (venant du nord) d’un lac non identifié ;
- 8,2 km vers le nord-ouest, jusqu’à la décharge (venant de l’Est) d’un lac non identifié ;
- 3,7 km vers l’ouest, jusqu’à la rive Est d’un lac non identifié ;
- 4,7 km vers le nord, notamment en traversant sur 2,2 km un lac non identifié (altitude : 283 m) en début de segment, jusqu’au fond d’une petit baie de la rive sud de la partie est du Lac Théodat.

Partie inférieure de la rivière Théodat (segment de 67,3 km)
- 18,6 km vers l’ouest en traversant le lac Théodat (longueur : 20,1 km ; altitude : 283 m), jusqu’au barrage situé à son embouchure ;
- 11,6 km vers l’ouest en traversant des zones de marais, en formant une courbe vers le nord et un crochet vers le sud-ouest en fin de segment, jusqu’à la rive est d’un lac non identifié ;
- 7,1 km vers l’ouest, en traversant en début de segment sur3,4 km un lac non identifié (altitude : 261 m) jusqu’au fond d’une baie de la rive sud du lac Le Gardeur ;
- 9,2 km vers le nord-ouest en traversant le lac Le Gardeur (longueur : 16,0 km ; altitude : 254 m), jusqu’à son embouchure ;
- 4,8 km vers le nord en traversant sur 1,3 km un petit lac non identifié, jusqu’à son embouchure[2].

La rivière Théodat se déverse au fond de la baie du nord-est du lac Evans, face à une île d’une longueur de 1,1 km. Le lac Evans est traversé vers le nord par la rivière Broadback.
L’embouchure de la rivière Théodat est située à :
- 20,2 km à l’est de l’embouchure du lac Evans(confluence avec la rivière Broadback) ;
- 96,9 km au nord-est du lac Soscumica ;
- 162,5 km à l’est de l’embouchure de la rivière Broadback ;
- 155,6 km au nord-est du centre-ville de Matagami.

## Toponymie
Théodat ou Theudahat (vers 480 - 536), neveu de Théodoric le Grand par sa sœur Amalafrède, est roi des Ostrogoths de 534 à 536.
Le toponyme « rivière Théodat » a été officialisé le 5 décembre 1968 à la Commission de toponymie du Québec, soit à la création de cette commission